# Гвардейское (Саратовская область)
Гвардейское — село в Красноармейском районе Саратовской области. Входит в Гвардейское муниципальное образование.

## История
Основано как немецкая колония Пфейфер 15 июня 1767 года выходцами из Майнца, Вюрцбурга и Фульды (104 семьи). Названа по фамилии первого старосты (форштегера). По указу от 26 февраля 1768 года о наименованиях немецких колоний переименована в Гнилушку. В 1846 году в селе появились католическая церковь и церковно-приходская школа.
По списку населённых мест центрального статистического комитета, изданному в 1862 году, в Гнилушке показано 230 дворов, 1199 душ муж. пола, 1146 женского. Здесь имелись: мельницы, маслобойни, церковно-приходская школа, земская школа (с 1888 г.), министерское училище; кооперативная лавка, сельскохозяйственное кооперативное товарищество, начальная школа.
Во второй половине XIX века много людей переселилось из села в Самарскую губернию (23 семьи), в Америку (24 семьи, затем ещё до 40 семей, преимущественно в Буэнос-Айрес).
До 1917 года колония входила в состав Каменского колонистского округа, а после 1871 года причислена к Каменской волости Камышинского уезда Саратовской губернии.
В 1927 году селу Гнилушка возвращено название Пфейфер.
28 августа 1941 года был издан Указ Президиума ВС СССР о переселении немцев, проживающих в районах Поволжья. Немецкое население депортировано в Сибирь и Казахстан. АССР немцев Поволжья была упразднена и село включено в состав Саратовской области.

## Физико-географическая характеристика
Село находится на юге Красноармейского района, на правом берегу реки Иловля, в 108 км к юго-западу от Саратова, в 8 километрах от границы с Волгоградской областью, в лесостепи, в пределах Приволжской возвышенности. Рельеф местности — холмисто-равнинный, сильно расчленённый балками и оврагами. Высота населённого пункта — 147 метров над уровнем моря. Почвы — чернозёмы и в пойме Иловли — пойменные засолённые.
По автомобильным дорогам расстояние до областного центра города Саратова составляет 130 км, районного центра города Красноармейск — 59 км до административного центра сельского поселения села Каменка — 7,5 км.
Часовой пояс
Гвардейское, как и вся Саратовская область, находится в часовой зоне МСК+1. Смещение применяемого времени относительно UTC составляет +4:00.

## Население
Динамика численности населения по годам:
| 1767 | 1773 | 1788 | 1798 | 1816 | 1834 | 1850 | 1859 | 1886 | 1897 | 1911 | 1920 | 1922 | 1926 | 1931 | 1987 | 2002 |
| ---- | ---- | ---- | ---- | ---- | ---- | ---- | ---- | ---- | ---- | ---- | ---- | ---- | ---- | ---- | ---- | ---- |
| 328  | 393  | 507  | 591  | 825  | 1518 | 2250 | 2345 | 2617 | 2847 | 3104 | 3422 | 1904 | 2434 | 2821 | ≈510 | 448  |

| 2002 | 2010 |
| ---- | ---- |
| 448  | ↘419 |

## Учреждения
- Отделение почтовой связи.